# Albert Orsborn
Albert Orsborn (4 septembre 1886 - 4 février 1967) est le 6e général de l'Armée du salut (1946-1954).

## Biographie
Né Albert William Thomas Orsborn, il devient officier de l'Armée du Salut en 1905. Il sert comme officier de corps et dans le travail de division dans le territoire britannique de l'armée. En 1909, il épouse sa première femme, le capitaine Evalina Barker.
En 1925, il est envoyé comme officier en chef au International Training College. En 1933, il fait ses adieux à la Nouvelle-Zélande en tant que secrétaire en chef. Il devient ensuite commandant territorial de l'Écosse et de l'Irlande en 1936. En 1940, il devient commissaire britannique.
La première épouse d'Albert Orsborn, le capitaine Evalina Barker, est décédée en 1942. C'est une période très difficile pour lui. Deux ans plus tard, en 1944, il épouse sa seconde épouse, le major Evelyn Berry. Ils sont mariés depuis seulement un an quand elle est décédée.
En 1946, le Haut Conseil de l'Armée du Salut élit Albert comme général de l'Armée du Salut. Il épouse sa troisième femme, la commissaire Mme Phillis Taylor (une fille du général Higgins), en 1947.
Il reste général pendant huit ans. Il est l'auteur de La Maison de mon pèlerinage. Il prend sa retraite le 30 juin 1954.
Le général Albert Orsborn est décédé à l'âge de 80 ans et 5 mois.